# ブルーリボン賞 (船舶)
ブルーリボン賞（ブルーリボンしょう、Blue Riband）とは、大西洋を最速で横断した船舶に与えられる賞である。大西洋最速横断記録。

## 概要
蒸気船による最初の大西洋横断は1833年であった。ブルーリボン賞は、最速船の所有を広報することを目的として、1830年代に複数の大西洋横断航路運航会社によって設けられた。東回りと西回りに分かれた2種類の賞がある。当初、ブルーリボン賞受賞船舶は細長いブルーのリボンをトップマストに掲揚する栄誉に浴した。
「スピードの時代」と呼ばれた1930年代、同賞は各国の威信を賭けた競争となり、各船は国の資金や技術協力を得て記録更新に挑んだ。ブルーリボンを獲得することは受賞した国や船舶会社にとっての栄誉であるだけでなく、それに乗船する船客にとってもステータスとなるものだった。1935年にイギリスの政治家でありヘイルス・ブラザーズ社のオーナーでもあるハロルド・ケーテス・ヘイルス卿が自費でトロフィー（Hales Trophy、ハレス・トロフィーと呼ばれる）を製作し、以降、記録の三ヶ月保持等を条件に受賞した船にはトロフィーが送られることとなった。
ブルーリボン賞は横断航海の平均速力に基づいて与えられる。というのは、大西洋横断の距離は航路により異なるからである。基本的には、西側の終着点はカナダ、アメリカ東海岸各港のいずれでも良く、東側の終着点はアイルランド、イギリス、西ヨーロッパのどこでも良い。しかし伝統的に、大西洋横断の記録はニューヨークを出発もしくは目的地とした航海によるものとされる傾向がある。

## 受賞した船舶

### 西回り航路
| 船名                                   | 航海日数                     | 運航した会社                   | 出発             | 到着               | 距離（海里） | 更新日/時/分 | 速さ(ノット) |
| -------------------------------------- | ---------------------------- | ------------------------------ | ---------------- | ------------------ | ------------ | ------------ | ------------ |
| シリウス                               | 1838年 (4月4日 - 4月22日)    | B&A社                          | コーク           | サンディ・ホーク   | 3583         | 18/14/22     | 8.03         |
| グレート・ウェスタン                   | 1838年 (4月8日 - 4月23日)    | グレート・ウェスタン鉄道       | エイボンマウス   | ニューヨーク       | 3220         | 15/12/0      | 8.66         |
| グレート・ウェスタン                   | 1839年 (6月2日 - 6月17日)    | グレート・ウェスタン鉄道       | エイボンマウス   | ニューヨーク       | 3140         | 14/16/0      | 8.92         |
| グレート・ウェスタン                   | 1839年 (5月18日 - 5月31日)   | グレート・ウェスタン鉄道       | エイボンマウス   | ニューヨーク       | 3086         | 13/12/0      | 9.52         |
| コロンビア                             | 1841年 (6月4日 - 6月15日)    | キュナード・ライン             | リヴァプール     | ハリファックス     | 2534         | 10/19/0      | 9.78         |
| グレート・ウェスタン                   | 1843年 (4月29日 - 5月11日)   | グレート・ウェスタン鉄道       | リヴァプール     | ニューヨーク       | 3068         | 12/18/0      | 10.03        |
| カンブリア                             | 1845年 (7月19日 - 7月29日)   | キュナード・ライン             | リヴァプール     | ハリファックス     | 2534         | 9/20/30      | 10.71        |
| アメリカ                               | 1848年 (6月3日 - 6月12日)    | キュナード・ライン             | リヴァプール     | ハリファックス     | 2534         | 9/0/16       | 11.71        |
| ヨーロッパ                             | 1848年 (10月14日 - 10月23日) | キュナード・ライン             | リヴァプール     | ハリファックス     | 2534         | 8/23/0       | 11.79        |
| アジア                                 | 1850年 (5月18日 - 5月27日)   | キュナード・ライン             | リヴァプール     | ハリファックス     | 2534         | 8/14/50      | 12.25        |
| パシフィック                           | 1850年 (9月11日 - 9月21日)   | コルリンズ・ライン             | リヴァプール     | ニューヨーク       | 3050         | 10/4/45      | 12.46        |
| バルチック                             | 1851年 (8月6日 - 8月16日)    | コルリンズ・ライン             | リヴァプール     | ニューヨーク       | 3039         | 9/19/26      | 12.91        |
| バルチック                             | 1854年 (6月28日 - 7月7日)    | コルリンズ・ライン             | リヴァプール     | ニューヨーク       | 3037         | 9/16/52      | 13.04        |
| ペルシア                               | 1856年 (4月19日 - 4月29日)   | キュナード・ライン             | リヴァプール     | サンディ・ホーク   | 3045         | 9/16/16      | 13.11        |
| スコッティア                           | 1863年 (7月19日 - 7月27日)   | キュナード・ライン             | クイーズタウン   | ニューヨーク       | 2820         | 8/3/0        | 14.46        |
| アドリアティック                       | 1872年 (5月17日 - 5月25日)   | ホワイト・スター・ライン       | クイーズタウン   | サンディ・ホーク   | 2778         | 7/23/17      | 14.53        |
| ゲルマニック                           | 1875年 (7月30日 - 8月7日)    | ホワイト・スター・ライン       | クイーズタウン   | サンディ・ホーク   | 2800         | 7/23/7       | 14.65        |
| シティ・オブ・ベルリン                 | 1875年 (9月17日 - 9月25日)   | インマン・ライン               | クイーズタウン   | サンディ・バンク   | 2829         | 7/18/2       | 15.21        |
| ブリタニック                           | 1876年 (10月27日 - 11月4日)  | ホワイト・スター・ライン       | クイーズタウン   | サンディ・ホーク   | 2795         | 7/13/11      | 15.43        |
| ゲルマニック                           | 1877年 (4月6日 - 4月13日)    | ホワイト・スター・ライン       | クイーズタウン   | サンディ・ホーク   | 2830         | 7/11/37      | 15.76        |
| アラスカ                               | 1882年 (4月9日 - 4月16日)    | グイオン・ライン               | クイーズタウン   | サンディ・ホーク   | 2802         | 7/6/20       | 16.07        |
| アラスカ                               | 1882年 (5月14日 - 5月21日)   | グイオン・ライン               | クイーズタウン   | サンディ・ホーク   | 2871         | 7/4/12       | 16.67        |
| アラスカ                               | 1882年 (6月18日 - 6月25日)   | グイオン・ライン               | クイーズタウン   | サンディ・ホーク   | 2836         | 7/1/58       | 16.98        |
| アラスカ                               | 1883年 (4月29日 - 5月6日)    | グイオン・ライン               | クイーズタウン   | サンディ・ホーク   | 2844         | 6/23/48      | 17.05        |
| オレゴン                               | 1884年 (4月13日 - 4月19日)   | グイオン・ライン               | クイーズタウン   | サンディ・ホーク   | 2861         | 6/10/10      | 18.56        |
| エトルリア                             | 1885年 (8月16日 - 8月22日)   | キュナード・ライン             | クイーズタウン   | サンディ・ホーク   | 2801         | 6/5/31       | 18.73        |
| アンブリア                             | 1887年 (5月29日 - 6月4日)    | キュナード・ライン             | クイーズタウン   | サンディ・ホーク   | 2848         | 6/4/12       | 19.22        |
| エトルリア                             | 1888年 (5月27日 - 6月2日)    | キュナード・ライン             | クイーズタウン   | サンディ・ホーク   | 2854         | 6/1/55       | 19.56        |
| シティ・オブ・パリ                     | 1889年 (5月2日 - 5月8日)     | インマン・ライン               | クイーズタウン   | サンディ・ホーク   | 2855         | 5/23/7       | 19.95        |
| シティ・オブ・パリ                     | 1889年 (8月22日 - 8月28日)   | インマン・ライン               | クイーズタウン   | サンディ・ホーク   | 2788         | 5/19/18      | 20.01        |
| マジェスティック                       | 1891年 (7月30日 - 8月5日)    | ホワイト・スター・ライン       | クイーズタウン   | サンディ・ホーク   | 2777         | 5/18/8       | 20.10        |
| テュートニック                         | 1891年 (8月13日 - 8月19日)   | ホワイト・スター・ライン       | クイーズタウン   | サンディ・ホーク   | 2778         | 5/16/31      | 20.35        |
| シティ・オブ・パリ                     | 1892年 (7月20日 - 7月27日)   | インマン・ライン               | クイーズタウン   | サンディ・ホーク   | 2735         | 5/15/58      | 20.48        |
| シティ・オブ・パリ                     | 1892年 (10月13日 - 10月18日) | インマン・ライン               | クイーズタウン   | サンディ・ホーク   | 2782         | 5/14/24      | 20.70        |
| カンパニア                             | 1893年 (6月18日 - 6月23日)   | キュナード・ライン             | クイーズタウン   | サンディ・ホーク   | 2864         | 5/15/37      | 21.12        |
| カンパニア                             | 1894年 (8月12日 - 8月17日)   | キュナード・ライン             | クイーズタウン   | サンディ・ホーク   | 2776         | 5/9/29       | 21.44        |
| ルカニア                               | 1894年 (8月26日 - 8月31日)   | キュナード・ライン             | クイーズタウン   | サンディ・ホーク   | 2787         | 5/8/38       | 21.65        |
| ルカニア                               | 1894年 (9月23 - 9月28日)     | キュナード・ライン             | クイーズタウン   | サンディ・ホーク   | 2782         | 5/7/48       | 21.75        |
| ルカニア                               | 1894年 (10月21日 - 10月26日) | キュナード・ライン             | クイーズタウン   | サンディ・ホーク   | 2779         | 5/7/23       | 21.81        |
| カイザー・ヴィルヘルム・デア・グロッセ | 1898年 (3月30日 - 4月3日)    | 北ドイツ・ロイド社             | ニードルス       | サンディ・ホーク   | 3120         | 5/20/0       | 22.29        |
| ドイッチュラント                       | 1900年 (7月6日 - 7月12日)    | ハンブルク・アメリカ・ライン   | エディ・ストーン | サンディ・ホーク   | 3044         | 5/15/46      | 22.42        |
| ドイッチュラント                       | 1900年 (8月26日 - 9月1日)    | ハンブルク・アメリカ・ライン   | シェルブール     | サンディ・ホーク   | 3050         | 5/12/29      | 23.02        |
| ドイッチュラント                       | 1901年 (7月26日 - 8月1日)    | ハンブルク・アメリカ・ライン   | シェルブール     | サンディ・ホーク   | 3141         | 5/16/12      | 23.06        |
| クロンプリンツ・ヴィルヘルム           | 1902年 (9月10日 - 9月16日)   | 北ドイツ・ロイド社             | シェルブール     | サンディ・ホーク   | 3047         | 5/11/57      | 23.09        |
| ドイッチュラント                       | 1903年 (9月2日 - 9月8日)     | ハンブルク・アメリカ・ライン   | シェルブール     | サンディ・ホーク   | 3054         | 5/11/54      | 23.15        |
| ルシタニア                             | 1907年 (10月6日 - 10月10日)  | キュナード・ライン             | クイーズタウン   | サンディ・ホーク   | 2780         | 4/19/52      | 23.99        |
| ルシタニア                             | 1908年 (5月17日 - 5月21日)   | キュナード・ライン             | クイーズタウン   | サンディ・ホーク   | 2889         | 4/20/22      | 24.83        |
| ルシタニア                             | 1908年 (7月5日 - 7月10日)    | キュナード・ライン             | クイーズタウン   | サンディ・ホーク   | 2891         | 4/19/36      | 25.01        |
| ルシタニア                             | 1909年 (8月8日 - 8月12日)    | キュナード・ライン             | クイーズタウン   | アンブローズ（en） | 2890         | 4/16/40      | 25.65        |
| モーリタニア                           | 1909年 (9月26日 - 9月30日)   | キュナード・ライン             | クイーズタウン   | アンブローズ       | 2784         | 4/10/51      | 26.06        |
| ブレーメン                             | 1929年 (7月17日 - 7月22日)   | 北ドイツ・ロイド社             | シェルブール     | アンブローズ       | 3164         | 4/17/42      | 27.83        |
| オイローパ                             | 1930年 (3月20日 - 3月25日)   | 北ドイツ・ロイド社             | シェルブール     | アンブローズ       | 3157         | 4/17/6       | 27.91        |
| オイローパ                             | 1933年 (6月27日 - 7月2日)    | 北ドイツ・ロイド社             | シェルブール     | アンブローズ       | 3149         | 4/16/48      | 27.92        |
| レックス                               | 1933年 (8月11日 - 8月16日)   | イタリアン・ライン             | ジブラルタル     | アンブローズ       | 3181         | 4/13/58      | 28.92        |
| ノルマンディー                         | 1935年 (5月30日 - 6月3日)    | CGT社                          | ビショップ岩礁   | アンブローズ       | 2971         | 4/3/2        | 29.98        |
| クイーン・メリー                       | 1936年 (8月20日 - 8月24日)   | キュナード・ホワイト・スター社 | ビショップ岩礁   | アンブローズ       | 2907         | 4/0/27       | 30.14        |
| ノルマンディー                         | 1937年 (7月29日 - 8月1日)    | CGT社                          | ビショップ岩礁   | アンブローズ       | 2906         | 3/23/2       | 30.58        |
| クイーン・メリー                       | 1938年 (8月4日 - 8月8日)     | キュナード・ホワイト・スター社 | ビショップ岩礁   | アンブローズ       | 2907         | 3/21/48      | 30.99        |
| ユナイテッド・ステーツ                 | 1952年 (7月11日 - 7月15日)   | ユナイテッド・ステーツ・ライン | ビショップ岩礁   | アンブローズ       | 2906         | 3/12/12      | 34.51        |

### 東回り航路
| 船名                                   | 航海日数                     | 運航した会社                   | 出発             | 到着             | 距離（海里） | 更新日/時/分 | 速さ (ノット) |
| -------------------------------------- | ---------------------------- | ------------------------------ | ---------------- | ---------------- | ------------ | ------------ | ------------- |
| シリウス                               | 1838年 (5月1日 - 5月19日)    | B&A社                          | ニューヨーク     | フォーマウス     | 3159         | 18/0/0       | 7.31          |
| グレート・ウェスタン                   | 1838 年(5月7日 - 5月22日)    | グレート・ウェスタン鉄道       | ニューヨーク     | エイボンマウス   | 3218         | 14/15/59     | 9.14          |
| グレート・ウェスタン                   | 1838年 (6月25日 - 7月8日)    | グレート・ウェスタン鉄道       | ニューヨーク     | エイボンマウス   | 3099         | 12/16/34     | 10.17         |
| ブリタニア                             | 1840年 (8月4日 - 8月14日)    | キュナード・ライン             | ハリファックス   | リヴァプール     | 2610         | 9/21/44      | 10.98         |
| グレート・ウェスタン                   | 1842年 (4月28日 - 5月11日)   | グレート・ウェスタン鉄道       | ニューヨーク     | リヴァプール     | 3248         | 12/7/30      | 10.99         |
| コロンビア                             | 1843年 (4月4日 - 4月14日)    | キュナード・ライン             | ハリファックス   | リヴァプール     | 2534         | 9/12/0       | 11.11         |
| ハイベルニア                           | 1843年 (5月18日 - 5月27日)   | キュナード・ライン             | ハリファックス   | リヴァプール     | 2534         | 9/10/44      | 11.18         |
| ハイベルニア                           | 1843年 (7月18日 - 7月27日)   | キュナード・ライン             | ハリファックス   | リヴァプール     | 2534         | 8/22/44      | 11.80         |
| カナダ                                 | 1849年 (7月19日 - 7月28日)   | キュナード・ライン             | ハリファックス   | リヴァプール     | 2534         | 8/12/44      | 12.38         |
| パシフィック                           | 1851年 (5月10日 - 5月20日)   | コルリンズ・ライン             | ニューヨーク     | リヴァプール     | 3078         | 9/20/14      | 13.03         |
| アークティック                         | 1852年 (2月7日 - 2月17日)    | コルリンズ・ライン             | ニューヨーク     | リヴァプール     | 3051         | 9/17/15      | 13.06         |
| ペルシア                               | 1856年 (4月2日 - 4月12日)    | キュナード・ライン             | ニューヨーク     | リヴァプール     | 3048         | 9/10/22      | 13.46         |
| ペルシア                               | 1856年 (5月14日 - 5月23日)   | キュナード・ライン             | ニューヨーク     | リヴァプール     | 3048         | 9/3/24       | 13.89         |
| ペルシア                               | 1856年 (8月6日 - 8月15日)    | キュナード・ライン             | ニューヨーク     | リヴァプール     | 3046         | 8/23/19      | 14.15         |
| スコッティア                           | 1863年 (12月16日 - 12月24日) | キュナード・ライン             | ニューヨーク     | クイーズタウン   | 2800         | 8/5/42       | 14.16         |
| シティ・オブ・ブリュッセル             | 1869年 (12月4日 - 12月12日)  | インマン・ライン               | ニューヨーク     | クイーズタウン   | 2780         | 7/20/33      | 14.74         |
| バルチック                             | 1873年 (1月11日 - 1月19日)   | ホワイト・スター・ライン       | ニューヨーク     | クイーズタウン   | 2840         | 7/20/9       | 15.09         |
| シティ・オブ・ベルリン                 | 1875年 (10月2日 - 10月10日)  | インマン・ライン               | ニューヨーク     | クイーズタウン   | 2820         | 7/15/28      | 15.37         |
| ゲルマニック                           | 1876年 (2月5日 - 2月13日)    | ホワイト・スター・ライン       | ニューヨーク     | クイーズタウン   | 2894         | 7/15/17      | 15.79         |
| ブリタニック                           | 1876年 (12月16日 - 12月24日) | ホワイト・スター・ライン       | ニューヨーク     | クイーズタウン   | 2892         | 7/12/41      | 15.94         |
| アリゾナ                               | 1879年 (7月22日 - 7月29日)   | グイオン・ライン               | ニューヨーク     | クイーズタウン   | 2810         | 7/8/11       | 15.96         |
| アラスカ                               | 1882年 (5月30日 - 6月6日)    | グイオン・ライン               | ニューヨーク     | クイーズタウン   | 2791         | 6/22/0       | 16.81         |
| アラスカ                               | 1882年 (9月12日 - 9月19日)   | グイオン・ライン               | ニューヨーク     | クイーズタウン   | 2781         | 6/18/37      | 17.10         |
| オレゴン                               | 1884年 (3月29日 - 4月5日)    | グイオン・ライン               | ニューヨーク     | クイーズタウン   | 2916         | 7/2/18       | 17.12         |
| オレゴン                               | 1884年 (4月26日 - 5月3日)    | グイオン・ライン               | ニューヨーク     | クイーズタウン   | 291          | 6/16/57      | 18.09         |
| オレゴン                               | 1884年 (7月30日 - 8月6日)    | キュナード・ライン             | ニューヨーク     | クイーズタウン   | 2853         | 6/12/54      | 18.18         |
| オレゴン                               | 1884年 (9月3日 - 9月10日)    | キュナード・ライン             | ニューヨーク     | クイーズタウン   | 2853         | 6/11/9       | 18.39         |
| エトルリア                             | 1885年 (8月1日 - 8月7日)     | キュナード・ライン             | ニューヨーク     | クイーズタウン   | 2822         | 6/9/0        | 18.44         |
| エトルリア                             | 1888年 (7月7日 - 7月14日)    | キュナード・ライン             | ニューヨーク     | クイーズタウン   | 2981         | 6/4/50       | 19.36         |
| シティ・オブ・パリ                     | 1889年 (5月15日 - 5月22日)   | インマン・ライン               | ニューヨーク     | クイーズ・タウン | 2894         | 6/0/29       | 20.03         |
| シティ・オブ・ニューヨーク             | 1892年 (8月17日 - 8月23日)   | インマン・ライン               | ニューヨーク     | クイーズ・タウン | 2814         | 5/19/57      | 20.11         |
| カンパニア                             | 1893年 (5月6日 - 5月12日)    | キュナード・ライン             | ニューヨーク     | クイーズ・タウン | 2928         | 5/17/27      | 21.30         |
| ルカニア                               | 1894年 (5月6日 - 5月12日)    | キュナード・ライン             | ニューヨーク     | クイーズタウン   | 2911         | 3/13/28      | 21.81         |
| ルカニア                               | 1894年 (6月2日 - 6月8日)     | キュナード・ライン             | ニューヨーク     | クイーズタウン   | 2911         | 5/12/59      | 21.90         |
| ルカニア                               | 1895年 (5月18日 - 5月24日)   | キュナード・ライン             | ニューヨーク     | クイーズタウン   | 2897         | 5/11/40      | 22.00         |
| カイザー・ヴィルヘルム・デア・グロッセ | 1897年 (11月23日 - 11月29日) | 北ドイツ・ロイド社             | サンディ・ホーク | ニードルス       | 3065         | 5/17/23      | 22.33         |
| ドイッチュラント                       | 1900年 (7月18日 - 7月24日)   | ハンブルク・アメリカ・ライン   | ニューヨーク     | プリマス         | 3085         | 5/15/5       | 22.84         |
| ドイッチュラント                       | 1900年 (9月4日 - 9月10日)    | ハンブルク・アメリカ・ライン   | ニューヨーク     | プリマス         | 2981         | 5/7/38       | 23.36         |
| ドイッチュラント                       | 1901年 (6月13日 - 6月19日)   | ハンブルク・アメリカ・ライン   | ニューヨーク     | プリマス         | 3083         | 5/11/51      | 23.38         |
| ドイッチュラント                       | 1901年 (7月10日 - 7月17日)   | ハンブルク・アメリカ・ライン   | ニューヨーク     | プリマス         | 3082         | 5/11/5       | 23.51         |
| カイザー・ヴィルヘルム2世              | 1904年 (6月14日 - 6月20日)   | 北ドイツ・ロイド社             | ニューヨーク     | プリマス         | 3112         | 5/11/58      | 23.58         |
| ルシタニア                             | 1907年 (10月19日 - 10月24日) | キュナード・ライン             | ニューヨーク     | クイーズタウン   | 2807         | 4/22/53      | 23.61         |
| モーリタニア                           | 1907年 (11月30日 - 12月5日)  | キュナード・ライン             | ニューヨーク     | クイーズタウン   | 2807         | 4/22/33      | 23.69         |
| モーリタニア                           | 1908年 (1月25日 - 1月30日)   | キュナード・ライン             | ニューヨーク     | クイーズタウン   | 2932         | 5/2/41       | 23.90         |
| モーリタニア                           | 1908年 (3月7日 - 3月12日)    | キュナード・ライン             | ニューヨーク     | クイーズタウン   | 2932         | 5/0/5        | 24.42         |
| モーリタニア                           | 1909年 (2月3日 - 2月8日)     | キュナード・ライン             | アンブローズ     | クイーズタウン   | 2930         | 4/20/27      | 25.16         |
| モーリタニア                           | 1909年 (3月17日 - 3月22日)   | キュナード・ライン             | アンブローズ     | クイーズタウン   | 2934         | 4/18/35      | 25.61         |
| モーリタニア                           | 1909年 (5月5日 - 5月10日)    | キュナード・ライン             | アンブローズ     | クイーズタウン   | 2934         | 4/18/11      | 25.70         |
| モーリタニア                           | 1909年 (6月16日 - 6月21日)   | キュナード・ライン             | アンブローズ     | クイーズタウン   | 2933         | 4/17/21      | 25.88         |
| モーリタニア                           | 1924年 (8月20日 - 8月25日)   | キュナード・ライン             | アンブローズ     | シェルブール     | 3198         | 5/1/49       | 26.25         |
| ブレーメン                             | 1929年 (7月27日 - 8月1日)    | 北ドイツ・ロイド社             | アンブローズ     | プリマス         | 3084         | 4/14/30      | 27.91         |
| ブレーメン                             | 1933年 (6月10日 - 6月15日)   | 北ドイツ・ロイド社             | アンブローズ     | シェルブール     | 3199         | 4/16/15      | 28.51         |
| ノルマンディー                         | 1935年 (6月7日 - 6月11日)    | CGT社                          | アンブローズ     | ビショップ岩礁   | 3015         | 4/3/25       | 30.31         |
| クイーン・メリー                       | 1936年 (8月26日 - 8月30日)   | キュナード・ホワイト・スター社 | アンブローズ     | ビショップ岩礁   | 2939         | 3/23/57      | 30.63         |
| ノルマンディー                         | 1937年 (3月18日 - 3月22日)   | CGT社                          | アンブローズ     | ビショップ岩礁   | 2967         | 4/0/6        | 30.99         |
| ノルマンディー                         | 1937年 (8月4日 - 8月8日)     | CGT社                          | アンブローズ     | ビショップ岩礁   | 2936         | 3/22/7       | 31.20         |
| クイーン・メリー                       | 1938年 (8月10日 - 8月14日)   | キュナード・ホワイト・スター社 | アンブローズ     | ビショップ岩礁   | 2938         | 3/20/42      | 31.69         |
| ユナイテッド・ステーツ                 | 1952年 (7月3日 - 7月7日)     | ユナイテッド・ステーツ・ライン | アンブローズ     | ビショップ岩礁   | 2942         | 3/10/40      | 35.59         |
| ホバースピード・グレートブリテン       | 1990年 (6月23日)             | Aegean Speedlines              | 不明             | 不明             | 不明         | 3/7/54       | 36.6          |
| カタロニア                             | 1998年 (6月9日)              | Buquebus社                     | ニューヨーク     | タリファ         | 3125         | 3/9/40       | 38.9          |
| キャットリンク5                        | 1998年 (7月20日)             | マスターフェリー社             | 不明             | 不明             | 不明         | 2/20/9       | 41.3          |

## 現在の保持船舶
現在も、伝統あるブルーリボン賞はキャットリンク5が所持している。しかし関係者のなかにはキャットリンク5、カタロニア、ホバースピード・グレートブリテンは汽船でない、大西洋で定期運航されていないなどの理由で受賞を認めない人たちもいる(もっとも、そのようなルールはないのだが)。しかもユナイテッド・ステーツは試験運転で40ノット以上をだしたという人もいて、やはりユナイテッド・ステーツが本当の保持船舶なのではないかという意見もある。